# (34094) 2000 PV11
2000 PV11 (asteroide 34094) é um asteroide da cintura principal. Possui uma excentricidade de 0.13971970 e uma inclinação de 14.50975º.
Este asteroide foi descoberto no dia 1 de agosto de 2000 por LINEAR em Socorro.